# O’Bryant
O’Bryant ist ein englischer Familienname. Zu Herkunft und Bedeutung siehe Brian.

## Namensträger
- Jimmy O’Bryant (1896–1928), US-amerikanischer Jazz-Musiker
- Robert O’Bryant IV  (* 1975), US-amerikanischer Musik-Produzent, siehe Waajeed